# Ampilly-les-Bordes
Ampilly-les-Bordes ist eine französische Gemeinde mit 81 Einwohnern (Stand 1. Januar 2022) im Département Côte-d’Or in der Region Bourgogne-Franche-Comté. Sie gehört zum Arrondissement Montbard und zum Kanton Châtillon-sur-Seine. Die Gemeinde umfasst eine Fläche von 1448 Hektar und liegt auf durchschnittlich 372 Metern Meereshöhe.

## Bevölkerungsentwicklung
| Jahr                       | 1962 | 1968 | 1975 | 1982 | 1990 | 1999 | 2009 | 2016 |
| Einwohner                  | 152  | 126  | 115  | 117  | 100  | 90   | 76   | 85   |
| Quellen: Cassini und INSEE |      |      |      |      |      |      |      |      |

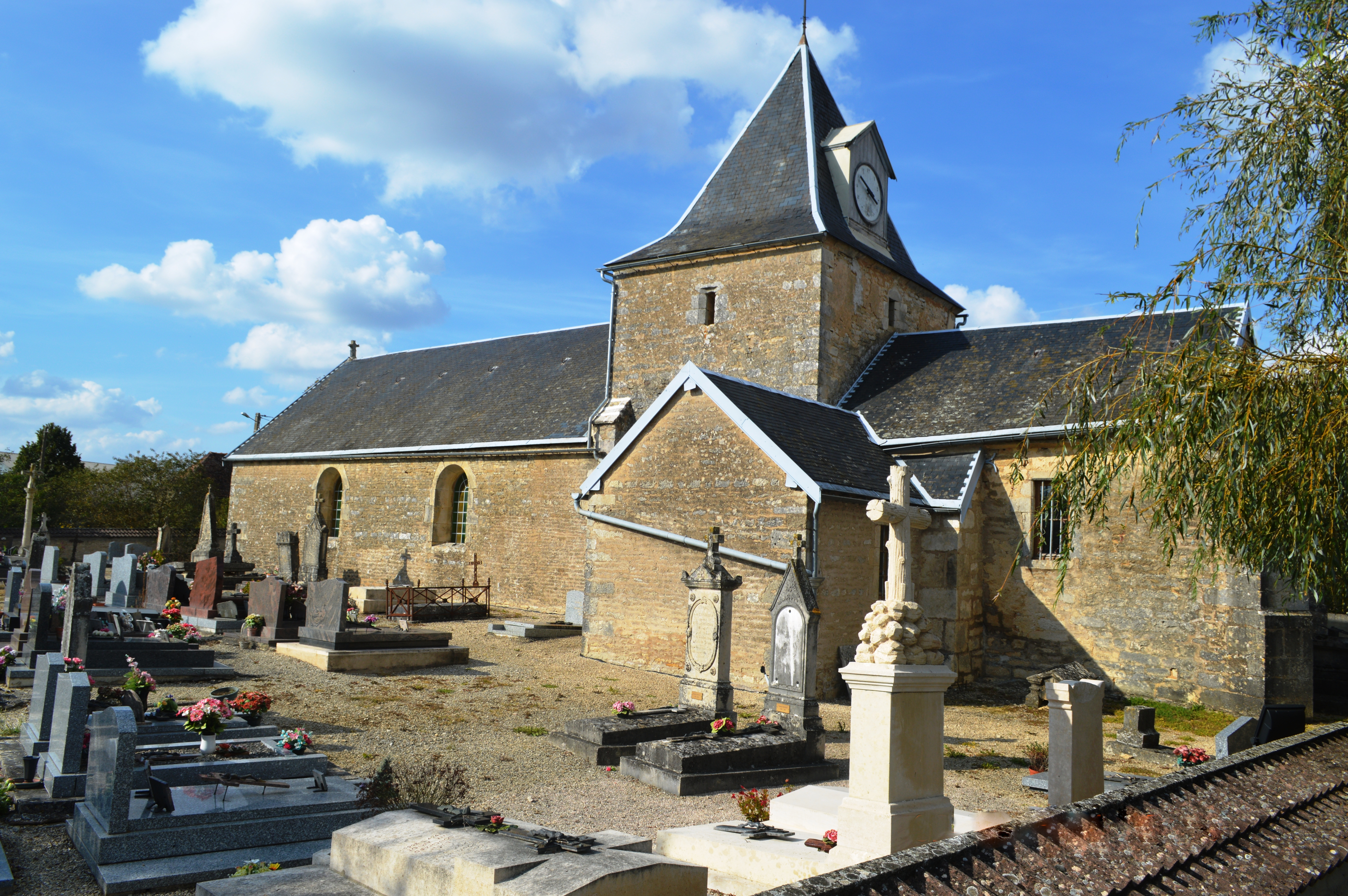
Himmelfahrts-Kirche
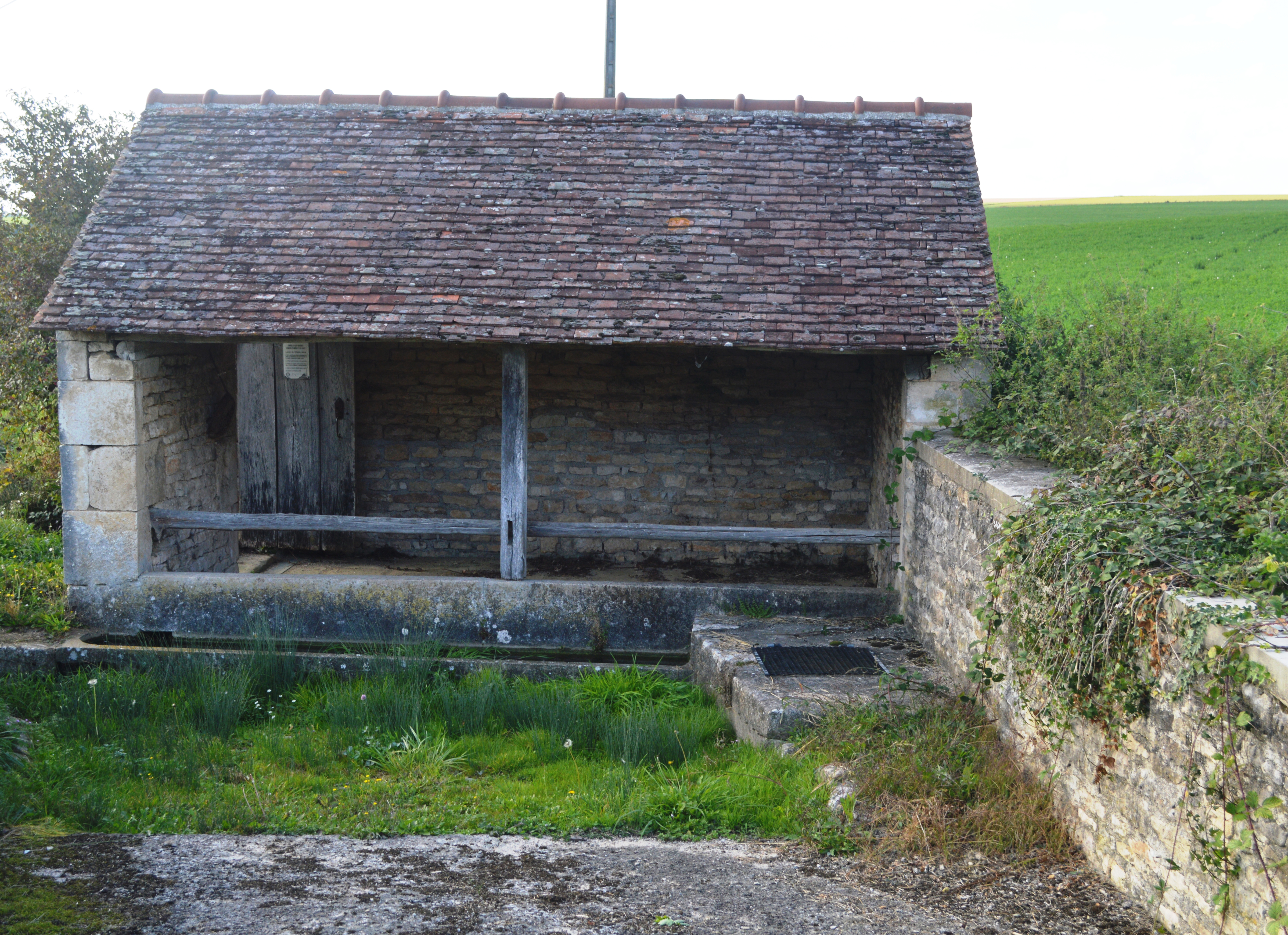
Lavoir
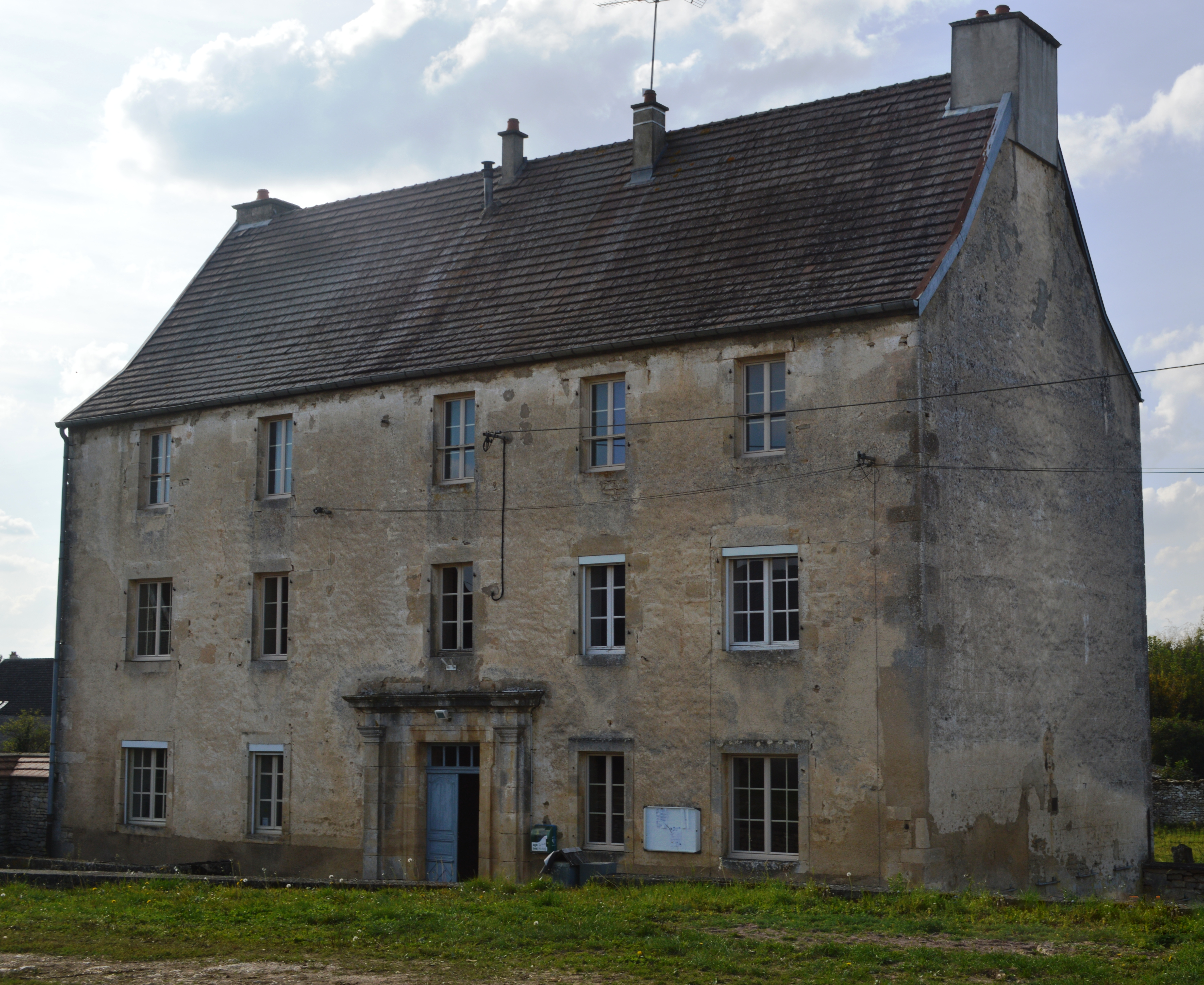
Mairie Ampilly-les-Bordes
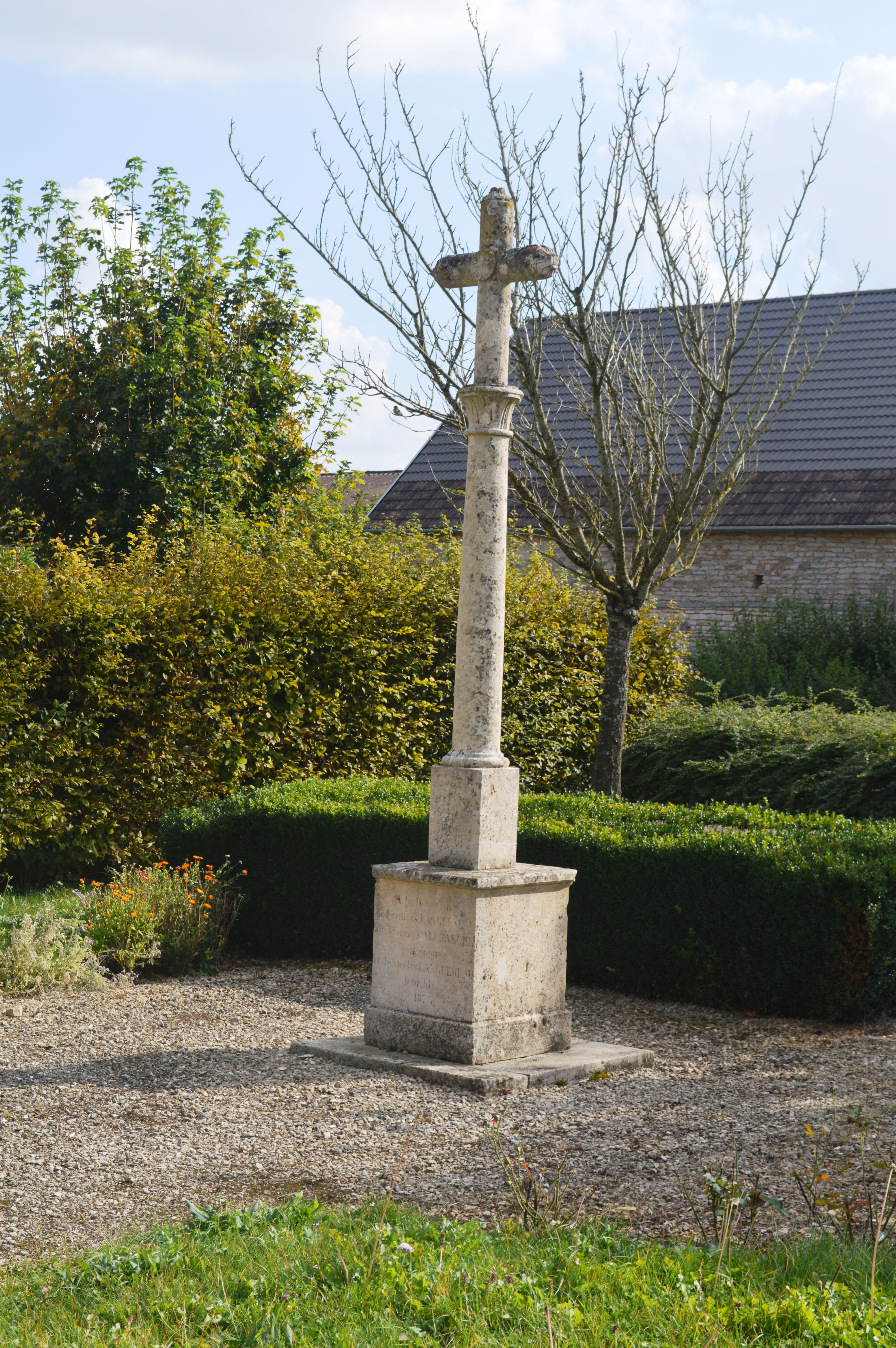
Flurkreuz